# 3. grönländischer Landesratswahlkreis
Der 3. grönländische Landesratswahlkreis war von 1951 bis 1979 ein Landesratswahlkreis in Grönland. Der Wahlkreis umfasste die Gemeinde Narsaq.

## Vertreter
Folgende Personen vertraten den Wahlkreis:
| Wahlperiode | Landesrat                                                                   | 1. Stellvertreter                                            | 2. Stellvertreter     | Anmerkung |
| ----------- | --------------------------------------------------------------------------- | ------------------------------------------------------------ | --------------------- | --------- |
| 1951–1955   | Gerhard Egede                                                               | ?                                                            | ?                     |           |
| 1955–1959   | Carl Egede († 1959) (nicht 1959 I)                                          | Lars Motzfeldt (1959 I)                                      | ?                     |           |
| 1959–1963   | Erik Egede                                                                  | ?                                                            | ?                     |           |
| 1963–1967   | Erik Egede                                                                  | ?                                                            | ?                     |           |
| 1967–1971   | Erik Egede († 1967) (nicht 1967 II, 1968, 1969 I, 1969 II, 1970 I, 1970 II) | Niels Holm (1967 II, 1968, 1969 I, 1969 II, 1970 I, 1970 II) | Erik Røde Frederiksen |           |
| 1971–1975   | Johan Knudsen († 1973) (nicht 1974 I, 1974 II)                              | Lars Godtfredsen (1974 I, 1974 II)                           | Niels Nielsen         |           |
| 1975–1979   | Lars Godtfredsen                                                            | Isak Motzfeldt                                               | Erik Røde Frederiksen |           |